# Поспєлов Володимир Петрович
Володи́мир Петро́вич Поспє́лов (*10 (22) березня 1872, Богородицьк, Тульська губернія — † 1 лютого 1949, Київ) — український і російський ентомолог, академік АН УРСР (1939).

## Життєпис
1896 року закінчив Московський університет, працював у Московському сільськогосподарському інституті.
У 1904—1913 роках — приват-доцент Київського університету.
Проягом 1912—1914 років — редактор першого в Російській імперії журналу по прикладній ентомології — «Ентомологічний вісник».
В 1913—1920 — професор Воронезького інституту.
У 1927—1930 — професор Саратовського університету.
В 1930—1940 роках — професор Ленінградського інституту, у 1944—1945 — Київського університету.
Одночасно в 1929—1940 роках керував лабораторією у Всесоюзному НДІ захисту рослин в Ленінграді.
Згодом певний час працював у Інституті зоології АН УРСР, на базі трьох лабораторій якого у 1946 році створено Інститут ентомології та фітопатології АН УРСР, директором якого В. П. Поспєлов був у 1946—1949 роках.

## Науковий доробок
Праці В. П. Поспєлова присвячені загальній та експериментальній ентомології, зокрема захисту сільськогосподарських рослин від шкідників.
Є одним з ініціаторів організації в Росії місцевих закладів по захисту сільськогосподарських рослин, та створення в СРСР 1931 року карантинної служби рослин, організатор робіт по біологічних методах боротьби з шкідливими комахами. Нагороджений орденом «Знак Пошани».
Відкрив явище імагінальної діапаузи у комах (сплячка на стадії імаго).
Серед його робіт:
- «Із спостережень над цукровим довгоносиком», 1904,
- «Залежність розмноження цукрового довгоносика від культури цукрового буряка», 1905,
- «Найновіші дані щодо питання про боротьбу з головнею», 1905,
- «Гессенська муха (Cecidomyia destructor Say), її природні вороги та способи боротьби з нею», 1907, печатня С. П. Яковлева,
- «Післяембріональний розвиток та імагінальна діапауза у лускокрилих», 1910,
- «Довгоносик цукрового буряка (Cleonus punctiventris Germ.) та засоби боротьби з ним», 1913,
- «Досліди штучного зараження озимої совки (Agrotis segetum Schiff.) її паразитами-наїзниками в Київській губернії», 1913,
- «Внутрішньоклітинний симбіоз та його відношення до хвороб комах», 1929,
- «Ентомологія», навчальний посібник для рослинницьких вузів, разом з професорами В. В. Редикорцевим, М. Я. Кузнецовим, А. В. Мартиновим, 1935,
- «Інструкція щодо дослідження хвороб комах», разом з доктором А. А. Євлаховою, 1937,
- «Тезиси до доповіді про безпліддя метеликів під дією підвищеної температури та недостатньої вологості», 1939,
- «Мікробіологічна методика боротьби із сільськогосподарськими шкідниками», 1944.